# 아펜니네 문화
아펜니네 문화(Apennine culture)는 이탈리아 청동기 시대 중기(기원전 15세기-14세기)부터 이탈리아 중부와 남부의 기술적 복합체이다. 20세기 중반에 아펜니네는 원시, 초기, 중기 및 후기 하위 단계로 준 국면이 나뉘어졌지만, 현재 고고학자들은 청동기 시대 중기(BM3)의 후기 단계의 장식용 도기 양식만 ‘아펜니네’로 간주하는 것을 선호한다. 이 단계는 그로타 누오바 국면(이탈리아 중부)과 원시 아펜니네B 국면(이탈리아 남부)이 선행하고, 13세기의 준아펜니네 국면(브론조 레첸테)에 의해 계승된다. 아펜니네 도기는 나선형, 구불구불한 도기이며, 점이나 가로 점선으로 가득 차 있다. 이 도기들은 LHII 및 LHIII 도기와 관련하여 이스키아섬과 LHIIIA 도기와 관련하여 리파리에서 발견되었으며, 그 연관성은 그리스와 에게에서 정의된 대로 청동기 시대 후반으로 거슬러 올라간다.

## 사회
아펜니네 문화의 사람들은 이탈리아 중부 산악지대의 초원과 숲 위에서 동물들을 방목하는 고산 가축 목축업자들이었다. 그들은 방어가 가능한 장소에 자리잡은 작은 마을에 살았다. 여름 목초지 사이를 이동할 때 그들은 임시 캠프를 건설하거나 동굴과 바위 대피소에서 살았다. 그들의 범위는 반드시 언덕에만 국한된 것은 아니었다. 그들의 도기는 로마의 캄피돌리오 언덕과 위에서 언급한 섬에서 발견되었다.

## 민족성의 전가
19세기와 20세기 초에 다양한 이론가들은 아펜니네 문화에 관하여 민족성을 다양하게 주장하였다. 20세기에 에트루리아 문명을 전문으로 연구했던 이탈리아 학자 마시모 팔로티노는 그들을 지나치게 단순하다고 거부했다. 적어도 이탈리아와 관련하여 그는 언어와 민족집단이 고고학 집단으로 확인되어야 한다는 코시나 법을 폐기했다. 따라서 팔로티노는 ‘테라마레 문화’ 또는 ‘아펜니네 문화’와 같은 용어는 민족적 또는 언어적 의미가 없다고 주장했다.
아펜니네은 북쪽에서 원시 빌라노바 문화가 확산되면서 종말을 맞이했다. 그것은 이탈리아 전역에 퍼져 화장을 도입했다. 그러나 이탈리아에서는 화장이 나란히 존재했고, 지속적인 매장이 있었다. 빌라노바 문화가 시작될 무렵 지역 문화는 두 가지 주요 노선(화장과 매장을 모두 하거나, 매장만을 하는 문화)을 따라 진화했다. 테베레강은 분할선이었다. 또한 두 가지 주요 언어 집단, 즉 에트루리아어와 이탈리아어로 나뉘었다. 원시 빌라노바가 문화적으로 나타내는 것이 무엇이든 그것은 통일된 언어나 민족 집단이 될 수 없었다. 따라서 그 당시의 ‘이탈리아어’ 침입은 배제되어야 한다.
팔로티노가 테베레강의 좌안에 있는 인도-유럽어족들이 어떻게 남쪽과 동쪽으로 도착했는지에 대한 동시대적 견해에 대한 발표는 다음과 같다. 인도-유럽어족 구사자들의 세 파도는 밀접한 관련 언어를 구사하며, 시간이 지남에 따라 아드리아해를 건너 소집단으로 도착하여 내륙으로 이주했다. 첫 번째는 정사각형 입화병 문화로 시작하여 신석기 시대 중기에서 발생했으며, 나머지 신석기 시대와 원시와 초기 아펜니네를 위해 우세했다. 라틴어는 궁극적으로 이탈리아에서의 말에서 진화했다. 두 번째 물결은 청동기 시대 후기의 미케네 문명과 관련이 있으며, 이탈리아 언어를 말하는 조상을 이탈리아 중부와 남부로 데려왔다. 그들은 아펜니네의 나머지 기간 동안 승리했다. 세 번째 물결은 원시 빌라노바 문화와 함께 왔으며, 궁극적으로 베네트어 화자를 담당한다. 팔로티노는 이것이 언어적, 고고학적 증거에 대한 잠정적이고, 입증되지 않은 해석임을 인정하지만, 초기 아펜니네와 구별되고 평행했던 테라마레 문화에서 북쪽에서 이탈리아어가 침입했다는 이전의 견해보다 낫다고 주장한다.
아펜니네 문화는 항상 인도-유럽의 이탈리아어 지부에서 알려지지 않은 언어의 화자들에 의해 항상 실행되었으며, 나중에 역사적인 언어가 나왔다. 팔로티노의 견해에 따르면 ‘원시 이탈리아어’라는 용어는 이탈리아에 단일한 원시언어가 없었기 때문에 덜 유용하다. 그러한 언어는 신석기 시대의 아드리아해(일리리아)의 반대편에 존재했을 것이다. 아펜니네 범위의 사람들의 삶의 방식은 또한 ‘어린 소의 땅’이라는 이탈리아의 어원과 일치한다 (이탈리아 아래 참조).

## 유적지
문화의 주요 유적지 중 일부는 아래에 설명되어 있다.

### 라티눔 (라지오)

#### 카프리올라 언덕
카프리올라 언덕은 볼세나 호수 동쪽에 있는 볼세나 남쪽으로 5km 떨어져 있다. 고대에 볼세나는 에트루리아의 일부였다. 에트루리아 건축물의 유적 외에도 신석기 시대 후기부터 신석기 시대에 걸쳐 지속적으로 점거된 아펜닌 문화의 작은 마을을 나타내는 뚜렷한 유적지가 있는데, 이는 인구가 아펜니노 이전에 존재했고, 문화확산에 의해 이를 채택했음을 나타낸다. 1958년 블로흐에 의해 발굴된 이 유적지는 내부기둥으로 지지하는 초가지붕이 있는 욋가지 모양의 오두막을 보여준다. 오두막은 약 5m x 3m의 바위를 깎아 만든 기초 위에 놓였다. 그들은 개인 방어를 위해 돌담으로 둘러싸여 있었다.

## 같이 보기
- 이탈리아의 선사 시대